# チトラーンガダー
チトラーンガダー（Citrāngadā）
- インドの叙事詩『マハーバーラタ』に登場する女性（本項で説明）。
- インドの詩人ラビンドラナート・タゴール作の劇。

チトラーンガダー（Citrāngadā）は、インドの叙事詩『マハーバーラタ』に登場する女性。カリンガ国のマニプーラ（あるいはマナルーラ。ベンガル東部のマニプールといわれる）の王チトラヴァーハナの1人娘。アルジュナが12年間追放されていたときの妻で、バブルヴァーハナの母。
アルジュナはユディシュティラとドラウパディーのいる部屋に入ったため、兄弟間の協定によって12年間追放されたが、その間に様々な土地を旅した。そしてマニプーラを訪れた際にチトラーンガターと出会い、その美しさに魅せられて結婚を望んだ。
ところで、チトラーンガダーの家系にはかつてプラバンガ（プラバンジャナとも）という王がいたが、王には子供がいなかったため、苦行によってシヴァ神に認められて、代々1人ずつの子供が生まれるという恩恵を授かった。以降その家系には代々必ず1人の男子が誕生し、王国を継承した。しかしチトラヴァーハナ王に生まれたのは王女チトラーンガダーであった。そのためチトラーンガダーは父から王国を継承する男子を生むことを義務づけられていた（プトリカー）。そこでアルジュナは男子が生まれたら王国を継がせるという条件でチトラーンガダーと結婚した。
アルジュナはチトラーンガダーのもとに3年間滞在した後に旅に出た。アルジュナはこの旅において5つの聖地を浄化し、再びマニプーラに戻ってきて、チトラーンガダーとの間にバブルヴァーハナをもうけた。そして王国を後にした。